# クローヴィス3世
クローヴィス3世 （フランク語:Clovis　生年不詳 - 676年）は、アウストラシア王（675年 - 676年）。おそらくテウデリク3世かクローヴィス2世の子であるが、アウストラシアの貴族はクロタール3世の嫡出児であると主張している。